# Camembert (Orne)

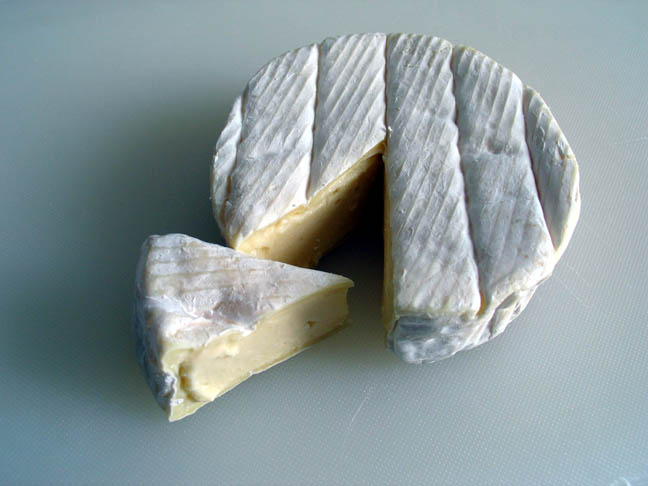
El queso homónimo ha hecho universal esta comuna normanda

Camembert  es una comuna francesa del departamento del Orne en la región de la Baja Normandía. Su nombre es una contracción medieval de « le champ de Mambert » (en idioma francés el campo de Mambert, siendo Mambert un patronímico de origen germánico).
Se encuentra en la región natural del País de Auge, en una tierra mezcla de pastos y bosques denominada Bocage. Unos 50 km al sureste de Caen y 160 km al oeste de París.
Es conocida universalmente por ser la cuna de uno de los quesos más famosos, el Camembert, cuya autoría se atribuye a la granjera local Marie Harel a finales del Siglo XVII.
Posibilidad de visitar la Maison du Camembert y el Museo del Camembert.
La localidad de Cambembert se encuentra inscrita en la lista de les plus beaux villages de France.

## Demografía
| 234 | 197 | 176 | 177 | 184 | 197 |
| Para los censos de 1962 a 1999 la población legal corresponde a la población sin duplicidades (Fuente: INSEE [Consultar]) |     |     |     |     |     |